# Stefan Grützner
Stefan Grützner, född 29 juni 1948 i Chemnitz, är en före detta östtysk tyngdlyftare.
Grützner blev olympisk bronsmedaljör i 110-kilosklassen i tyngdlyftning vid sommarspelen 1972 i München.